# Evharistija
Evharistija, tudi obhajilo, Rešnje telo, Sveta večerja ali Najsvetejši oltarni zakrament, je eden od najpomembnejših krščanskih zakramentov. Ta zakrament poznajo vse večje krščanske Cerkve: Rimskokatoliška cerkev, katoliške Cerkve vzhodnega obreda, pravoslavne Cerkve in skoraj vse protestantske Cerkve (nekatere manjše protestantske denominacije sicer poznajo obred evharistije, a ga ne štejejo za zakrament).

## Ime
Beseda evharistija izhaja iz grščine: starogrško ευχαριστία – euharistia pomeni zahvala. Pomen izhaja iz tega, ker se je Jezus na veliki četrtek, ko je pri zadnji večerji blagoslovil kruh in vino (glej navedek poglavje nižje), zahvalil Bogu, svojemu očetu, za darove in za čudež spremenitve (primerjaj Jn 11,42). Tudi prvi kristjani so se ob zbiranju pri mašah zahvaljevali za darove, ki so jih prinesli, da bi jih Jezus spremenil v svoje telo in kri. Sveti Justin Mučenec piše okoli leta 155 poganskemu cesarju Antoninu Piju o poteku daritvenega bogoslužja, da bi mu razložil, kaj delajo kristjani:

/.../ Ko nehamo moliti, prineso tistemu, ki predseduje bratom, kruh in kelih pomešane vode in vina. Ta jih vzame in izreče hvalnico in slavo Očetu vsega stvarstva po imenu Sina in Svetega Duha ter se dolgo zahvaljuje za vse, da nas je imel za vredne teh darov. Ko je končal molitve in zahvaljevanja, vse navzoče ljudstvo zakliče: "Amen." Ko se je tisti, ki predseduje, zahvalil in je ljudstvo odgovorilo, tedaj oni, ki jim na Slovenskem pravimo diakoni, razdelijo vsem, ki so navzoči, evharistiziran kruh, vino in vodo ter ponesejo od tega odsotnim.

Slovenska beseda obhajilo izhaja iz tega, da duhovnik hodi (dela obhod) od enega do drugega obhajanca v cerkvi ali zunaj nje, ko hodi k bolnikom.

## Postavitev evharistije
Evharistija temelji na Jezusovem izrecnem naročilu, ki ga je podal svojim učencem (apostolom) pri zadnji večerji. V Svetem pismu je dogodek opisan v evangelijih. Evangelist Marko podaja naslednji opis:

Medtem ko so jedli, je [Jezus] vzel kruh, zmolil nad njim blagoslov, ga razlomil in rekel: »Vzemite, to je moje telo.« Nato je vzel kelih, se zahvalil (εὐχαριστήσας – euharistesas), jim ga dal in vsi so iz njega pili. Rekel jim je: »To je moja kri, kri zaveze, ki se preliva za mnoge. Resnično vam povem: ne bom več pil od sadu vinske trte do tistega dne, ko bom novo pil v božjem kraljestvu.« Ko so odpeli zahvalno pesem, so odšli proti Oljski gori. (Mr 14, 22-26)

Sveto pismo navaja tudi, da se je Jezus po smrti in vstajenju še večkrat prikazal učencem in jim lomil kruh. Učencem se je zdelo, da je ta obred treba nadaljevati, čeprav niso takoj razumeli, kaj pomeni.

## Potek zakramenta evharistije
Zakrament evharistije podeljuje praviloma duhovnik v okviru evharistične daritve, ki je sestavni del maše. Podelitev zakramenta je sestavljena iz dveh delov:
- Posvetitev kruha in vina (tudi povzdigovanje): Duhovnik moli nad kruhom in vinom posvetilno molitev, ki je sestavljena iz evangeljskih poročil o zadnji večerji:

Na večer, preden je bil izdan, je Jezus vzel kruh, se Ti zahvalil, kruh razlomil, ga dal svojim učencem in rekel: »Vzemite in jejte od tega vsi. To je moje telo, ki se daje za vas.« Pravtako je vzel kelih z vinom, se Ti zahvalil, ga dal svojim učencem in rekel: »Vzemite in pijte iz tega vsi. To je kelih moje krvi, nove in večne zaveze, ki se za vse preliva v odpuščanje grehov. To delajte v moj spomin.«

- Obhajanje vernikov (delitev obhajila): Duhovnik ponudi vernikom koščke kruha z besedami: »Kristusovo telo.« Potem lahko ponudi vernikom tudi vino z besedami: "Kristusova kri." Obhajilo s kruhom in vinom se imenuje obhajilo pod obema podobama, če verniki prejmejo samo eno od tega, pa obhajilo pod eno podobo (na primer pod podobo kruha). Nekatere krščanske Cerkve štejejo, da je zakrament veljaven samo, če je podeljen pod obema podobama. Rimskokatoliška cerkev podeljuje vernikom obhajilo praviloma samo pod podobo kruha, vendar dopušča tudi obhajanje pod obema podobama (v praksi verniki prejmejo podobo vina ob nekaterih posebnih priložnostih, na primer pri cerkveni poroki in pri maši za majhno skupino vernikov). Med krščanskimi Cerkvami obstajajo tudi razlike glede vrste kruha, ali je kvašeni ali nekvašeni, ter vina, ali je belo ali rdeče.

## Pomen zakramenta evharistije
Evharistija je sveta skrivnost v polnem pomenu te besede. Jezusovega navodila ni lahko razumeti, zato so si pomen evharistije kristjani vedno razlagali na različne načine. Danes večina kristjanov verjame, da se kruh in vino res v nekem smislu spremenita v Jezusovo telo in kri. Ostaja pa odprto vprašanje v kakšnem smislu, kako, in kdaj se to zgodi, pa tudi kdaj učinek spremembe popusti?
Rimskokatoliška cerkev uči, da se pri posvetitvi zgodi tako imenovana transsubstanciacija: duhovna substanca kruha in vina se spremeni v Kristusovo dejansko telo, kri, dušo in duh (kar pa ne vpliva na materialno podobo kruha in vina). Do spremembe pride v trenutku, ko duhovnik izgovarja posvetilno molitev, učinek posvetitve pa je trajen: kruh ostane Jezusovo telo in vino ostane Jezusova kri, dokler ju kdo ne použije in se razgradita v telesu. Na tem prepričanju je osnovano tudi čaščenje Najsvetejšega.
Pravoslavna cerkev se strinja z razlago, da se kruh in vino zares na skrivnosten način spremenita in da je v evharistiji prisoten pravi Jezus, vendar pa ne odgovarjajo na vprašanja o podrobnostih – gre preprosto za Božje skrivnosti, v katere naj se ljudje ne bi vtikali.
Protestantske cerkve nimajo enotnega pogleda na evharistijo, vendar se večina protestantov strinja, da je treba ubogati Jezusovo naročilo »To delajte v moj spomin.« Nekatere denominacije trdijo, da gre zgolj za spominski obred, druge pa verujejo, da gre za pravo spremenitev kruha in vina. Razlike so tudi pri vprašanju, kdaj se zgodi spremenitev in koliko časa traja.

## Prvo obhajilo
Med Cerkvami tudi ni enotnosti glede vprašanja, kdaj lahko vernik prvič prejme obhajilo in kako pogosto naj ga prejema. V nekaterih Cerkvah je s prvim prejemom obhajila povezana posebna svečanost. Vse Cerkve imajo obhajilo za obred, ki se lahko ponovi. Večina izmed njih vzpodbuja vernike, da bi prejeli obhajilo vsaj enkrat na leto, lahko pa tudi bolj pogosto (vsak teden ali celo vsak dan).